# Byssothecium
Byssothecium är ett släkte av svampar som beskrevs av Karl Wilhelm Gottlieb Leopold Fuckel. Byssothecium ingår i familjen Teichosporaceae, ordningen Pleosporales, klassen Dothideomycetes, divisionen sporsäcksvampar och riket svampar.
Släktet innehåller bara arten Byssothecium circinans.